# 帝京ロンドン学園
帝京ロンドン学園高等部（ていきょうロンドンがくえんこうとうぶ; Teikyo School United Kingdom）は、日本人子女の教育を目的として、ロンドンの北西部バッキンガムシャー州に1989年4月に開設された文部科学省認定の在外教育施設であり、学習指導要領に従ったカリキュラムを実施し、日本の高校と同等の卒業資格を得ることができる。同時に、イギリスの教育省からもインディペンデント・スクールとしての認定を受けている。高等部のみの設置で全日制普通科（グローバルスタディーズコース・サッカーコース・アートコース）の３コースを有する。これらに加え、２０２２年１２月、在外教育施設初のIBDP(国際バカロレア・ディプロマ・プログラム）のDLDP（デュアル・ランゲッジ・ディプロマ・プログラム：通称日本語DP）の認定校となった。

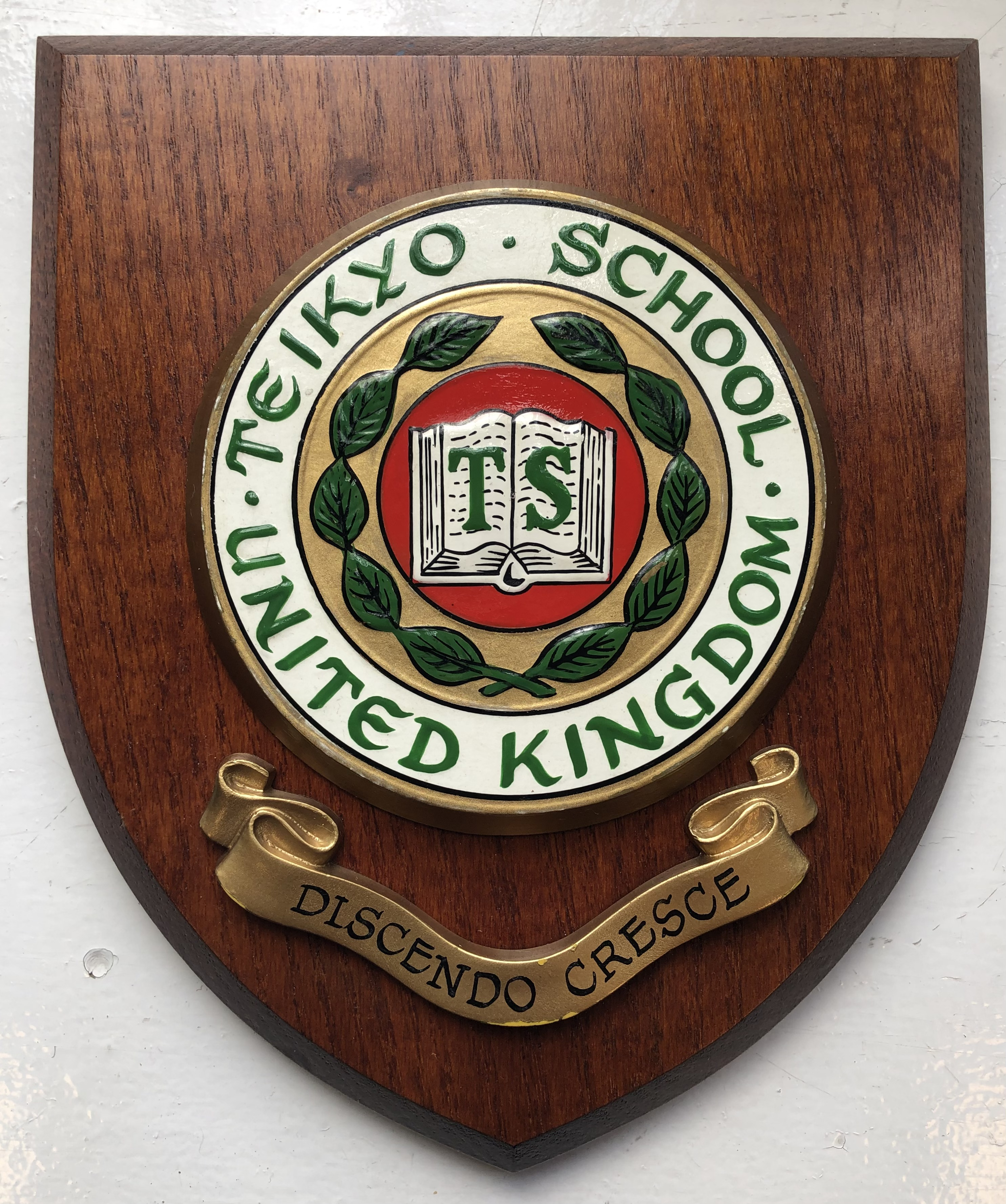
帝京ロンドン学園の校章

## 概要
帝京ロンドン学園は、ロンドン北西部のバッキンガムシャー州に、1989年に設立された、日本の高等学校に相当する在外教育施設で、特徴は英国にあることを生かした英語教育と、ヨーロッパ各国を実際に訪ねる国際理解教育である。すぐ近くには、エリザベス女王が週末を過ごしていたことで知られるウィンザー城がある。
学園周辺は、グリーンベルトと呼ばれる環境保護地区に指定されており、7万7千平方メートルに及ぶ広大な敷地には緑が溢れ、管理棟として使用されている110年前に建てられたマナーハウスを中心に、教室棟、寮棟、3面の全天候テニスコート、2面の天然芝のサッカー場、体育館、室内温水プール、提携の美術学校など様々な施設を有する。  
教育内容では、グローバルスタディーズコース、サッカーコース（2008年開設）、アートコース（2020年開設）と３つのコースがあり、学究、スポーツ、芸術、と様々な進路志望に対応できる教育内容となっている。また、学園寮は完全個室制を採用することで個々のプライバシーが尊重されている。通学生はスクールバスで登校している。  
交通アクセスも良く、近隣のアックスブリッジ駅からピカデリー線、およびメトロポリタン線の直通でロンドン中心部に出ることができ、寮生の週末ロンドン外出にも利便性が高く、またイギリスの空の玄関口であるヒースロー空港からも車で20分程度の近さである。

## 沿革
1931年　　　  財団法人帝京商業学校　設立（帝京グループ創立）
1989年   4月   帝京グループ初の海外校として、帝京ロンドン学園中等部・高等部が開講
1989年 12月   文部省（現 文部科学省）より在外教育施設として認定される
1990年   4月　体育館落成
1992年   4月   温水プール・女子寮（SHOICHI HALL）落成
1998年   2月   文部省（現 文部科学省）より在外教育施設（帝京ロンドン学園高等部）として認定される
1999年   5月   創立10周年記念式典を開催
2008年   4月   普通科サッカーコースを開設（イングランドサッカー協会公認、コーチングランセンスの取得可能）
2009年   5月   創立20周年記念式典を開催
2014年   2月   サッカーコース、バッキンガムシャー州大会にて2013-2014年シーズン優勝
2015年   4月   サッカーコース、FAB Football Academyと提携
2019年 10月   創立30周年記念式典を開催
2020年   4月   普通科アートコースを開設（IGCSE：英国の中等教育国際資格の取得可能)
2022年 12月　在外教育施設初のIBDPのDLDP（通称：日本語DP）の認定
2023年  ４月　普通コースからグローバルスタディーズコースに名称変更
2023年  ９月　サッカーコース、United Selectと提携
ロンドン中心部から北北西に約30ｋｍのバッキンガムシャー州南部ウェクシャムに立地。開発が制限されているグリーンベルト内にあり、近郊にはウィンザー、ビーコンズフィールド、ジェラーズクロスといった高級住宅街がある。最寄り駅は、アックスブリッジ駅（地下鉄）とスラウ駅（オーバーグラウンド）で、いずれもロンドン中心部へのアクセスが良好。ヒースロー空港から車で20分程度。　　　

## 教育内容
教育の特徴
　　・少人数教育：教職員が生徒一人ひとりと向き合える環境にあり、三年次は一人の生徒に対し一名の教師が進路指導を行うチューター制度を実施。
　　・実践的な生きた英語教育：インプットだけではなく、校外の実際の場面で英語を使うアウトプットを大切にした教育を実施。
　　・イギリスにあるという立地を生かした、グローバルな課外授業や校外研修を実施。
コース選択
　　・入学時にグローバルスタディーズコース、サッカーコース、アートコースを選択。
　　・特徴的な英語カリキュラムは全コース共通。
グローバルスタディーズコース
　　・１年次途中より一部の生徒はIBディプロマプログラム開始。
　　・グローバルスタディーズコース：2年次に文系か理系かを選択、文系でも数学選択可能。
サッカーコース
　　・プレイヤーとしてだけではなく、コーチングやマネージメントなどの各視点でサッカーを学ぶ。
　　・現地のサッカー機関United Selectと提携し、放課後は校外で活動。
　　・イングランドサッカー協会公認の指導者ライセンス取得可能。
アートコース
　　・敷地内の美術学校と提携し、英国人教師による授業実施。
　　・美術、ファッション、デザイン等アートに関する知識とスキルを学習。
　　・ナショナルギャラリーやテートモダンといった世界有数の美術館を訪問し実地で研修を実施。
　　・IGCSE（英国の中等教育国際資格）取得可能。（Art & Design、Fashion & Textile）
校外研修
　　・全学年：Wimbledonテニス大会観戦、ミュージカル鑑賞、大英博物館・自然史博物館等見学
　　・１年：ロンドン市内研修、ブライトン語学研修、ヨーロッパ研修（ドイツ）
　　・２年：イングランド中北部・スコットランド研修、ヨーロッパ研修（イタリア）
　　・３年：ヨーロッパ研修（スペイン、フランス）　　
ホームステイ　　
　　・週末の短期ホームステイと休業中の長期ホームステイ制度あり。

## 卒業生
・加藤清史郎（俳優）

## 施設
- マナーハウス

　　 学園のシンボル「マナーハウス」の前身は貴族の領主館であり、現在は校長室、職員室、事務室などとして使用。
- ゲートハウス

　 　学園正門には、早朝から夜間までセキュリティースタッフが常駐し、校内ではCCTVと遠隔警備システムが24時間稼動。
- グラウンド／テニスコート

　　 グラウンドには庭師が管理する2面の天然芝サッカーピッチ、および3面の全天候テニスコートが完備。　
- 体育館

　　 バスケットボール、フットサル、バドミントンができる体育館にはシャワールーム、トレーニンググジムが完備。
- 温水プール

　　 20ｍの温水プールにはジャグジーやサウナも備えられ、冬季には水泳大会を開催。
- 男子寮／女子寮

　 　 完全個室の各部屋には勉強机・ベッド・クローゼット・トイレ・シャワー・バスタブが完備。
　  　平日夜には毎日2時間のスタディタイムがある。
　　  イブニングアクティビティとして、テニス、乗馬、ダンス等、地域の活動に参加するすることが可能。
　　  毎週末に近隣のスーパーまでの買い物ツアー実施。
　　  寮企画でピザパーティや遊園地訪問等を実施。
　　  希望者は週末にロンドンへの自主外出が可能。
- ダイニングホール

　　  寮生は朝昼晩の三食、通学生は昼食を学園のダイニングホールで食べる。日本人シェフがおり毎朝味噌汁が出るなど日本食が充実している。
　 　 コーヒー／ティーサーバーが設置されており、午前と午後二回ティータイムに飲み物とクッキーやビスケットを楽しむことができる。
- シアター棟・教室棟

　　  シアター棟・教室棟・男子寮の前身は、英国コンクリートセメント協会の研修施設であり、ウェールズの著名な建築家の設計で歴史的価値を有する。

## 公式サイト
- 帝京ロンドン学園
- 帝京ロンドン学園 (Archive)

北緯51度33分 西経0度34分 / 北緯51.55度 西経0.56度
1. ↑  日本テレビ. “加藤清史郎 年齢とキャリアが同じの俳優人生 “ロンドン留学の3年間は密度が違う”｜日テレNEWS NNN”. 日テレNEWS NNN. 2025年8月8日閲覧。